# Rolls-Royce RB211

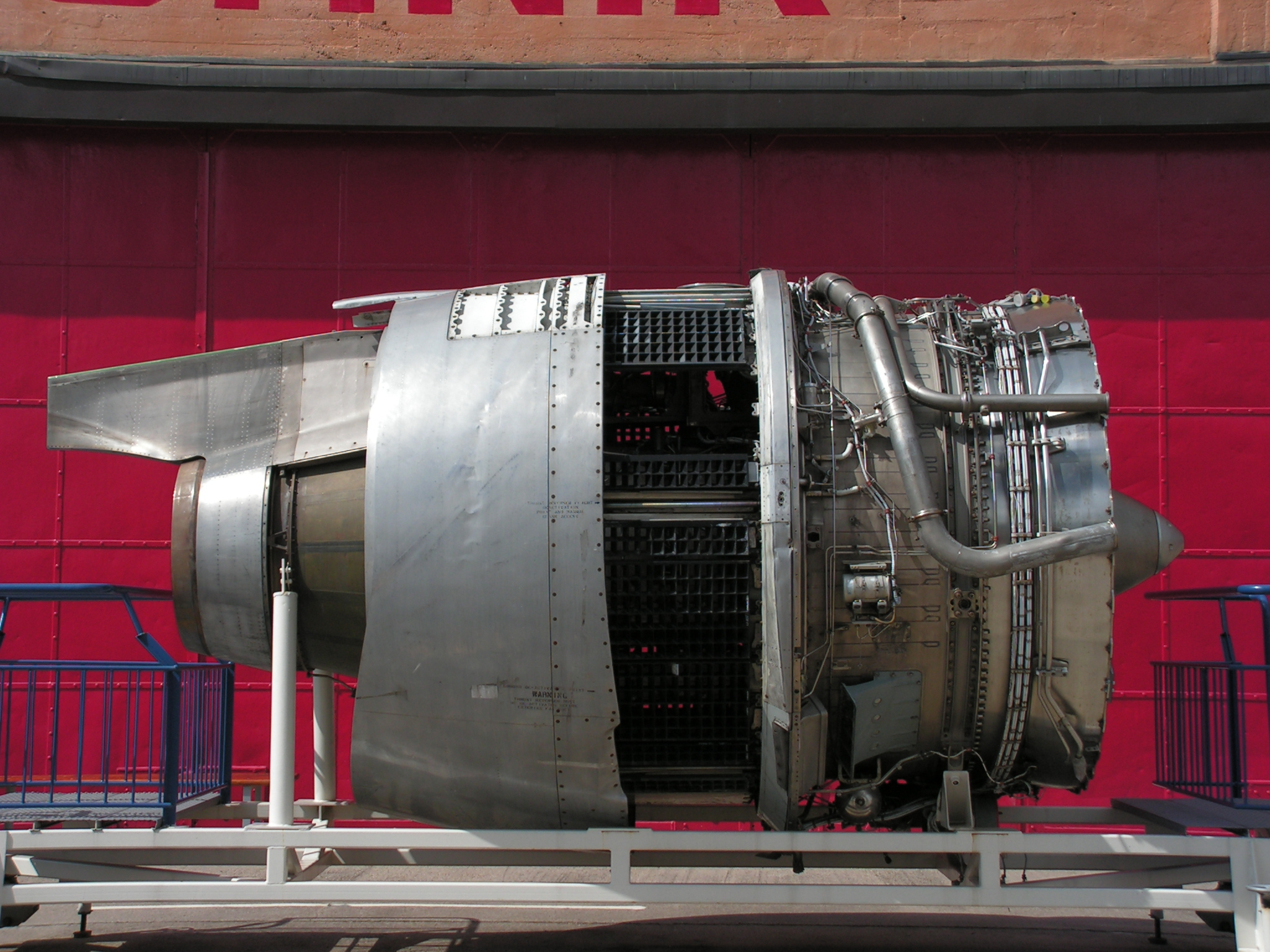
Rolls-Royce RB211

Die Baureihe Rolls-Royce RB211 umfasst Strahltriebwerke der mittleren Schubklasse des britischen Herstellers Rolls-Royce. Es sind moderne Mantelstromtriebwerke (Turbofan) bzw. Zweistrom-Turbinen-Luftstrahltriebwerke (ZTL) mit hohem Nebenstromverhältnis. Aus dem Typ RB211 entstanden als Weiterentwicklung die größeren Triebwerke der Rolls-Royce-Trent-Serie, die unter anderem am Airbus A380 Verwendung finden.

## Geschichte
Ende der 1960er-Jahre machte Rolls-Royce der Firma Lockheed für ihr in der Entwicklung befindliches Großraumflugzeug L-1011 TriStar ein Angebot für ein modernes Turbofantriebwerk. Das Modell RB211 sollte neben hohem Schub einen geringeren Kerosinverbrauch und eine geringere Lärmentwicklung als die Konkurrenzmodelle von General Electric und Pratt & Whitney bieten. Im Gegensatz zu seinen Zweiwellen-Konkurrenten wurde es mit drei Wellen konzipiert, wodurch es weniger Teile enthielt und leichter und kompakter ausfiel. Rolls-Royce baute hier auf dem RB.203 Trent auf, dem ersten Dreiwellen-Triebwerk überhaupt, das Ende 1967 erste Prüfstandsversuche abgeleistet hatte, jedoch nicht in Produktion ging. Die für 1971 vorgesehene Auslieferung des neuen RB211 verzögerte sich aufgrund technischer Probleme. Finanzielle Schwierigkeiten führten im Frühjahr 1971 schließlich zum Konkurs von Rolls-Royce und der anschließenden Verstaatlichung des Unternehmens. Nach einer gründlichen Überarbeitung konnte schließlich im Frühjahr 1972 das neue Triebwerk in der Ausführung RB211-22C als lufttüchtig zugelassen werden.
Die Variante RB211-524 ist eine Weiterentwicklung mit höherem Schub, die sich besonders bei der Boeing 747 einen beachtlichen Anteil an der Triebwerksausrüstung sichern konnte. Es hat einen Fandurchmesser von 2,19 m, eine Länge von 3,17 m, eine Trockenmasse von 4277 kg und ein Nebenstromverhältnis von 4,1:1.
Die Variante RB211-535 ist eine speziell für die Boeing 757 entwickelte Ausführung und flog erstmals 1983. Rund 70 Prozent aller gebauten Boeing 757 wurden mit dieser Variante ausgerüstet. Ein Triebwerk der Version RB211-535E4 hält mit mehr als 40.000 Flugstunden in über neun Jahren den Rekord für die längste Einsatzdauer an einem Flugzeug ohne Überholung.

## Ausführungen
- RB211-22C
- RB211-22B
  - Schub: 42.000 lb (187 kN)
  - Indienststellung: 1973
  - Flugzeugtyp: Lockheed L-1011-1/-100
- RB211-524B & B2
  - Schub: 50.000 lb (222 kN)
  - Indienststellung: 1977
  - Flugzeugtyp: Boeing 747-200/747SP
- RB211-524B4
  - Schub: 50.000 lb (222 kN)
  - Indienststellung: 1981
  - Flugzeugtyp: Lockheed L-1011-250/-500
- RB211-524C2
- RB211-524D4
  - Schub: 53.000 lb (236 kN)
  - Indienststellung: 1981
  - Flugzeugtyp: Boeing 747-200/747-300/747SP
- RB211-524G
  - Schub: 58.000 lb (258 kN)
  - Indienststellung: 1989
  - Flugzeugtyp: Boeing 747-400
- RB211-524H
  - Schub: 60.600 lb (270 kN)
  - Indienststellung: 1990
  - Flugzeugtyp: Boeing 747-400/767-300
- RB211-524G/H-T
  - Schub: 269,6 kN
  - Indienststellung: 1997
  - Flugzeugtyp: Boeing 747-400
- RB211-535C
  - Schub: 37.000 lb (166 kN)
  - Indienststellung: 1983
  - Flugzeugtyp: Boeing 757-200
- RB211-535E4
  - Schub: 40.100 lb (178 kN)
  - Indienststellung: 1984
  - Flugzeugtyp: Boeing 757-200/-300, Tupolew Tu-204
- RB211-535E4B
  - Schub: 43.100 lb (192 kN)
  - Indienststellung: 1989
  - Flugzeugtyp: Boeing 757-200/-300, Tupolew Tu-204